# Campeonato Mundial Júnior de Patinação Artística no Gelo de 1977
O Campeonato Mundial Júnior de Patinação Artística de 1977 foi a segunda edição do Campeonato Mundial Júnior de Patinação Artística, um evento anual de patinação artística organizado pela União Internacional de Patinação, onde os patinadores artísticos competem pelo título de campeão mundial júnior. A competição foi disputada de 8 a 12 de fevereiro, em Megève, França.

## Eventos
- Individual masculino
- Individual feminino
- Duplas
- Dança no gelo

## Medalhistas
| Evento                        | Ouro                                     | Prata                                        | Bronze                                |
| Individual masculino detalhes | Daniel Beland · Canadá                   | Mark Pepperday · Reino Unido                 | Richard Furrer · Suíça                |
| Individual feminino detalhes  | Carolyn Skoczen · Canadá                 | Christa Jorda · Áustria                      | Corine Wyrsch · Suíça                 |
| Duplas detalhes               | Josée France · Paul Mills · Canadá       | Elga Balk · Gavin MacPherson · África do Sul |                                       |
| Dança no gelo detalhes        | Wendy Sessions · Mark Reed · Reino Unido | Karen Barber · Kim Spreyer · Reino Unido     | Marie McNeil · Robert McCall · Canadá |

## Resultados

### Individual masculino
| Pos.              | Nome           | Nacionalidade |
| ----------------- | -------------- | ------------- |
| Medalha de ouro   | Daniel Beland  | Canadá        |
| Medalha de prata  | Mark Pepperday | Reino Unido   |
| Medalha de bronze | Richard Furrer | Suíça         |
| ...               |                |               |

### Individual feminino
| Pos.              | Nome            | Nacionalidade |
| ----------------- | --------------- | ------------- |
| Medalha de ouro   | Carolyn Skoczen | Canadá        |
| Medalha de prata  | Christa Jorda   | Áustria       |
| Medalha de bronze | Corine Wyrsch   | Suíça         |
| ...               |                 |               |

### Duplas
| Pos.             | Nome                         | Nacionalidade |
| ---------------- | ---------------------------- | ------------- |
| Medalha de ouro  | Josée France / Paul Mills    | Canadá        |
| Medalha de prata | Elga Balk / Gavin MacPherson | África do Sul |

### Dança no gelo
| Pos.              | Nome                         | Nacionalidade |
| ----------------- | ---------------------------- | ------------- |
| Medalha de ouro   | Wendy Sessions / Mark Reed   | Reino Unido   |
| Medalha de prata  | Karen Barber / Kim Spreyer   | Reino Unido   |
| Medalha de bronze | Marie McNeil / Robert McCall | Canadá        |
| ...               |                              |               |

## Quadro de medalhas
| Ordem | País          | Medalha de ouro | Medalha de prata | Medalha de bronze |    | Ordem por total |
| ----- | ------------- | --------------- | ---------------- | ----------------- | -- | --------------- |
| 1     | Canadá        | 3               |                  | 1                 | 4  | 1               |
| 2     | Reino Unido   | 1               | 2                |                   | 3  | 2               |
| 3     | África do Sul |                 | 1                |                   | 1  | 4               |
| 3     | Áustria       |                 | 1                |                   | 1  | 4               |
| 5     | Suíça         |                 |                  | 2                 | 2  | 3               |
| TOTAL | TOTAL         | 4               | 4                | 3                 | 11 | —               |